# فرانسيس كرايغ
فرانسيس كرايغ (بالإنجليزية: Elinor Frances Craig)‏ هي مديرة مدرسة أسترالية، ولدت في 8 فبراير 1888، وتوفيت في 1969.